# Campeonato Panamericano de Taekwondo de 2006
El XIV Campeonato Panamericano de Taekwondo se celebró en Buenos Aires (Argentina) en 2006 bajo la organización de la Unión Panamericana de Taekwondo.
En total se disputaron en este deporte dieciséis pruebas diferentes, ocho masculinas y ocho femeninas.

## Resultados

### Masculino
| Evento | Oro                                | Plata                                   | Bronce                                                               |
| ------ | ---------------------------------- | --------------------------------------- | -------------------------------------------------------------------- |
| –54 kg | Rodolfo Osornio Núñez · México     | Raúl Pacheco Puerto Rico                | Luis Reyes · Estados Unidos · Maikol Pinto · Canadá                  |
| –58 kg | Jocelyn Addison · Canadá           | Gabriel Mercedes · República Dominicana | Tim Thackrey · Estados Unidos · Marcel Ferreira · Brasil             |
| –62 kg | Márcio Wenceslau · Brasil          | Óscar Salazar Blanco · México           | Alexander Ortiz Gutiérrez · Perú · Juan José Chango · Ecuador        |
| –67 kg | Alfonso Victoria Espinosa · México | Edgar Borja · Ecuador                   | Diogo da Silva · Brasil · Mohammed Farah Akmal · Canadá              |
| –72 kg | Sebastián Crismanich Argentina     | Rodrigo Salazar · México                | Marcos Gonsalves · Brasil · Luis Alberto Castiblanco · Colombia      |
| –78 kg | Sébastien Michaud · Canadá         | Rudford Hamon Estados Unidos            | José Wilkins Giordano · Uruguay · Juan Arnaldo Sánchez · Puerto Rico |
| –84 kg | Ibi Teixeira Aires · Brasil        | Fernando González Argentina             | Anthony Graf · Estados Unidos · Adrián Sampaio · Venezuela           |
| +84 kg | Leonardo dos Santos · Brasil       | Stephen Lambdin Estados Unidos          | José Chacoa · Venezuela · Leonardo Zamora Vieira · Chile             |

### Femenino
| Evento | Oro                               | Plata                       | Bronce                                                        |
| ------ | --------------------------------- | --------------------------- | ------------------------------------------------------------- |
| –47 kg | Yvette Yong · Canadá              | Carola López Argentina      | Elizabeth León · Venezuela · Isis Astrid Vargas · México      |
| –51 kg | Gladys Mora · Colombia            | Gladys Guacare · Venezuela  | Simone DeVito · Estados Unidos · Ivett Gonda · Canadá         |
| –55 kg | Eleni Koutsilianos Estados Unidos | Débora Hait Argentina       | Débora Nunes · Brasil · Saudy Arias · República Dominicana    |
| –59 kg | Iridia Salazar Blanco · México    | Adriel Gray Estados Unidos  | Paulina Vázquez · Colombia · Michelle Ge · Canadá             |
| –63 kg | Karine Sergerie · Canadá          | Nia Abdallah Estados Unidos | Rocío Boudy Argentina Carla Cotto Puerto Rico                 |
| –67 kg | Simona Hradil Estados Unidos      | Lida Hernández · Colombia   | Asunción Ocasio · Puerto Rico · Guadalupe Ruiz López · México |
| –72 kg | Daria Peregoudova · Canadá        | Natália Falavigna · Brasil  | Daniza Lazo · Venezuela · Lorena Benites · Ecuador            |
| +72 kg | Dominique Bosshart · Canadá       | Ineabella Díaz Puerto Rico  | Lauren Cahoon · Estados Unidos · Érica Adriane · Brasil       |

## Medallero
| Núm. | País                 | Oro | Plata | Bronce | Total |
| ---- | -------------------- | --- | ----- | ------ | ----- |
| 1    | Canadá               | 6   | 0     | 4      | 10    |
| 2    | México               | 3   | 2     | 2      | 7     |
| 3    | Brasil               | 3   | 1     | 5      | 9     |
| 4    | Estados Unidos       | 2   | 4     | 5      | 11    |
| 5    | Argentina            | 1   | 3     | 1      | 5     |
| 6    | Colombia             | 1   | 1     | 2      | 4     |
| 7    | Puerto Rico          | 0   | 2     | 3      | 5     |
| 8    | Venezuela            | 0   | 1     | 4      | 5     |
| 9    | Ecuador              | 0   | 1     | 2      | 3     |
| 10   | República Dominicana | 0   | 1     | 1      | 2     |
| 11   | Chile                | 0   | 0     | 1      | 1     |
| 11   | Perú                 | 0   | 0     | 1      | 1     |
| 11   | Uruguay              | 0   | 0     | 1      | 1     |
|      | TOTAL                | 16  | 16    | 32     | 64    |